# 김형원 (축구 선수)
김형원(金亨願, 1999년 2월 22일~)은 대한민국의 축구 선수로, 포지션은 수비형 미드필더와 센터백이며, 현재 경남 FC 소속이다.

## 어린 시절
김형원은 경남 FC의 산하 유소년팀인 진주고등학교 축구부에 입단하였으며, 2017년 K리그 주니어 대회에서 진주고의 첫 왕중왕전 진출에 기여를 했다. 이후 김형원은 경남 FC의 우선지명을 받고 연세대학교 축구부에 입단하였다.

## 구단 경력
K리그2 2020시즌을 앞두고, 경남 FC에 입단하였다.
K리그 2 2020시즌 2라운드 서울 이랜드 FC와의 원정 경기에서 전반 39분 경남의 미드필더 하성민이 부상을 당하면서 교체 투입되었고, 본인의 K리그 데뷔전을 치렀다. 3라운드 FC 안양과의 원정 경기에서는 첫 선발 명단에 들었으며, 82분 득점포를 쏘아올리며 팀의 역전승 및 자신의 데뷔골을 동시에 취하기도 하였다.
2022시즌을 앞두고 진주시민축구단에 입단했다.